# Carnevale di Offida

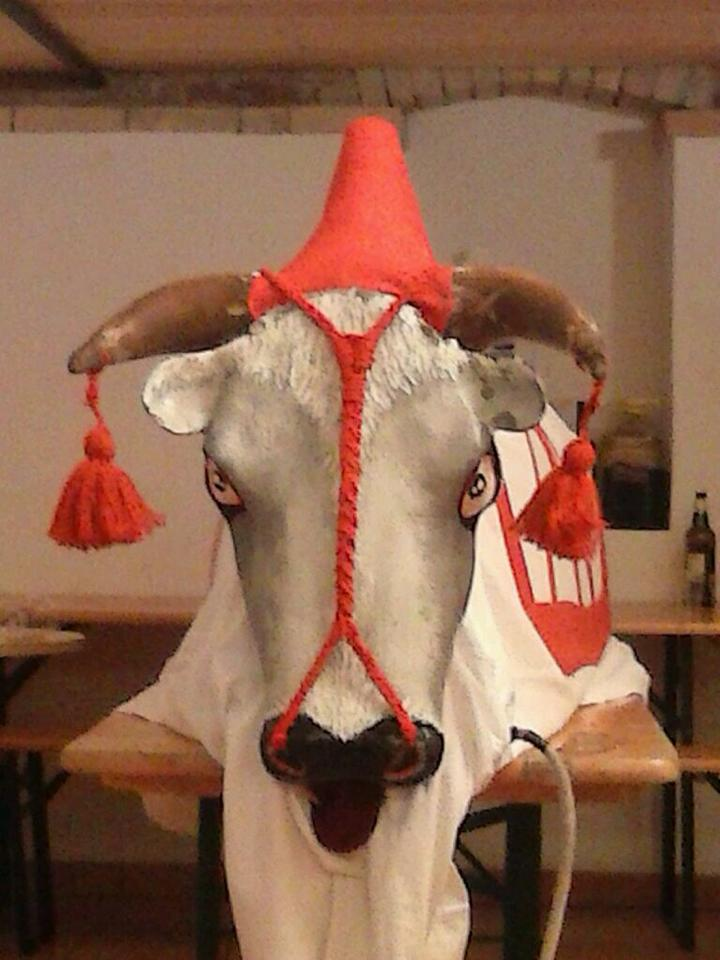
Il bove finto del 2014

Il carnevale di Offida (in dialetto offidano "Lu bov fint" e "Li Vlurd") è lo storico carnevale che si svolge nell'omonima cittadina marchigiana in provincia di Ascoli Piceno.
La concezione del Carnevale è profondamente radicata nella popolazione offidana, tanto che le feste carnevalesche tendono ad avere un carattere di ritualità, che permea l'intera città.
Anche se si respira un'immancabile aria di modernismo specie nella musica e nei balli, la memoria storica del Carnevale, in quelle sue tradizioni particolari, rimane e cerca di perpetuarsi nelle nuove generazioni.
Il Carnevale offidano si svolge ogni anno secondo un rituale fissato dalla tradizione: inizia ufficialmente il 17 gennaio, giorno di Sant'Antonio Abate, e termina il giorno delle Ceneri.
Il giorno della "Domenica degli Amici", che precede di due settimane il carnevale, la fanfara della "Congrega del Ciorpento" esce rumorosa dal portone del cinquecentesco palazzo Mercolini per annunciare che si è entrati in pieno clima carnevalesco.
Le Congreghe, che hanno lo scopo di aggregare, tra loro, in genere parenti e amici, desiderose di partecipare alla baldoria carnevalesca, iniziano il giro del paese a ritmo di musica sempre più incalzante in prossimità del clou della festa.
Esse hanno un ruolo fondamentale nello svolgimento dell'evento, la mattina del Giovedì Grasso ricevono in consegna, dal Sindaco, le chiavi della città e, da quel momento, il paese è simbolicamente nelle loro mani, così che tra allegria ed euforia le congreghe si impossessano della città. 

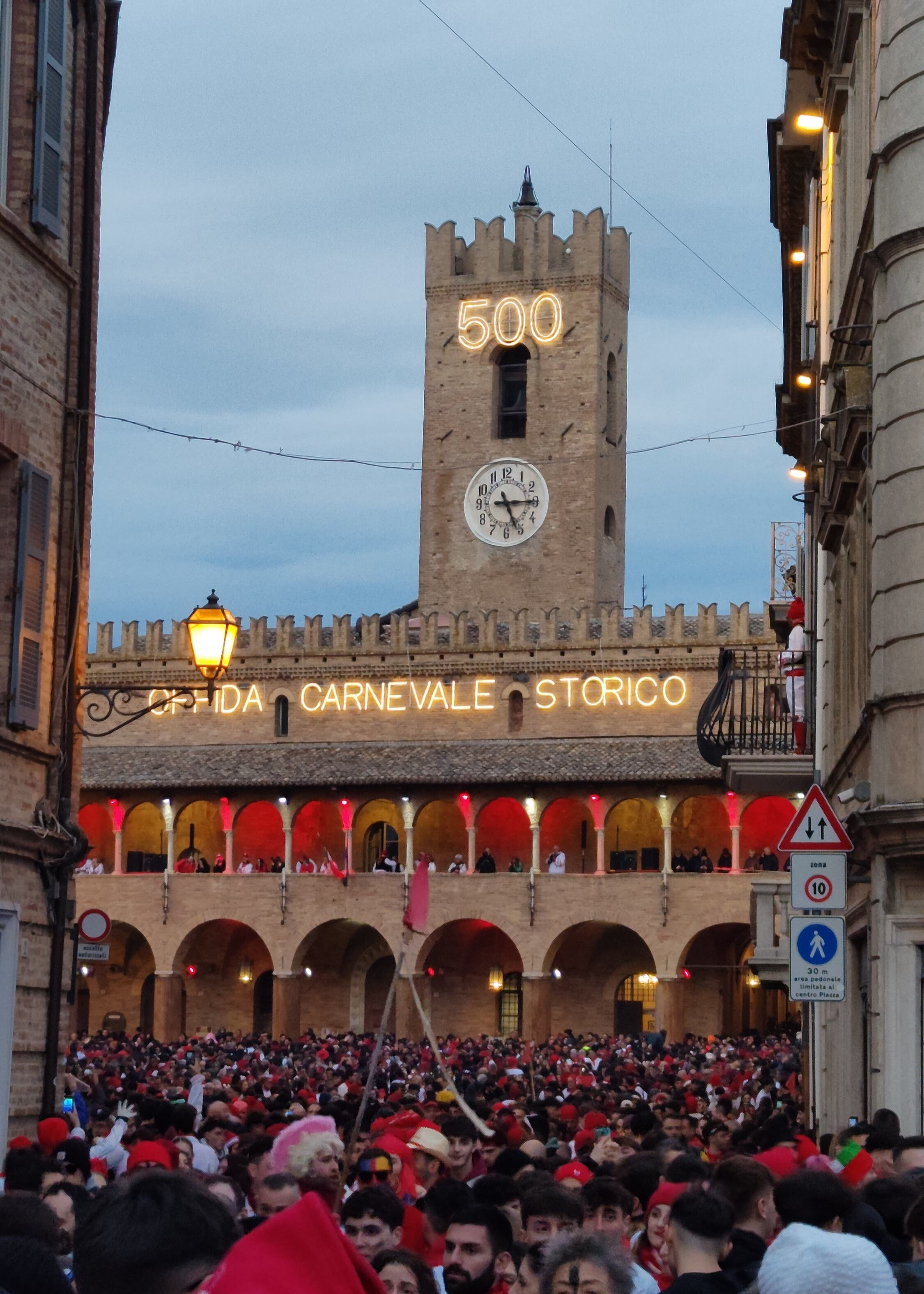
Piazza del Popolo, nel bove finto 2024

Seguono i "veglionissimi" del sabato, domenica e lunedì presso Il Teatro Serpente Aureo, la mascherata dei bambini del giovedì grasso, la caccia a "Lu Bov Fint" (il bove finto) del venerdì, la festa in piazza che dura tutto il pomeriggio del martedì grasso che si conclude con la fantasmagorica sfilata dei "Vlurd".
Persone dei paesi vicini e turisti, per l'occasione, giungono ad Offida, non per assistere da spettatori a sfilate di grandiosi carri allegorici, ma per essere coinvolti in un'autentica festa di popolo dove, quasi attori di rappresentazioni il cui valore simbolico cede più a quello reale delle forze vitali e istintive.
L'ultimo giorno (martedì grasso) di Carnevale tutti in Offida si mascherano, alcuni sbucando da ogni parte con indosso il tipico "guazzarò" (saio di tela bianca con fazzoletto rosso al collo), altri mascherati con costumi più diffusi ma col viso tinto di vari colori, per inondare la piazza e scorrazzare per le strade tra urla, danze, scherzi di ogni sorta e lanci di coriandoli.
Centinaia di uomini e donne mascherati, con lunghi fasci di canne accesi sulle spalle, in fila indiana, tra urla e danze selvagge, percorrono il Corso che sembra uno strisciante serpente fiammeggiante, quindi inondano la piazza principale al cui centro dispongono i "bagordi" ancora in fiamme; le maschere come impazzite corrono a cerchio intorno al falò mentre urla e canti si fondono tra vortici di fumo e miriadi di scintille di fuoco brillanti nell'aria. Quando il fuoco pagano che incendia la piazza con il rito bacchico dei "Vlurd" si spegne, torna sovrano il silenzio, foriero di pace quaresimale.

## Il bove finto
Il venerdì grasso, a partire dal primissimo pomeriggio, un rudimentale bove costituito da un'intelaiatura di legno e ferro, coperta da un panno bianco e  portato a spalle da un paio di uomini, comincia a girovagare per le vie centrali del paese fino ad arrivare in piazza dove la folla, vestita con i mutandoni, una  veste bianca con pizzi e merletti rossi, istiga il bove con urla e schiamazzi dando origine a movimenti che ricordano molto una corrida. 
Il caos originato dai cambi di direzione improvvisi, rincorse e urla della folla generano anche momenti di tensione e di panico in genere risolti con ilarità anche grazie all'altro ingrediente fondamentale della festa che è il vino rosso, copiosamente consumato da tutti i partecipanti. Con il buio la stanchezza e l'annebbiamento dettato dalle ripetute bevute, la festa ha termine con la simbolica uccisione del bove al quale vengono fatte toccare le corna su una colonna del palazzo municipale. L'atto finale è una processione del bove morto per le vie del paese cantando l'inno del carnevale offidano.

## I vlurd

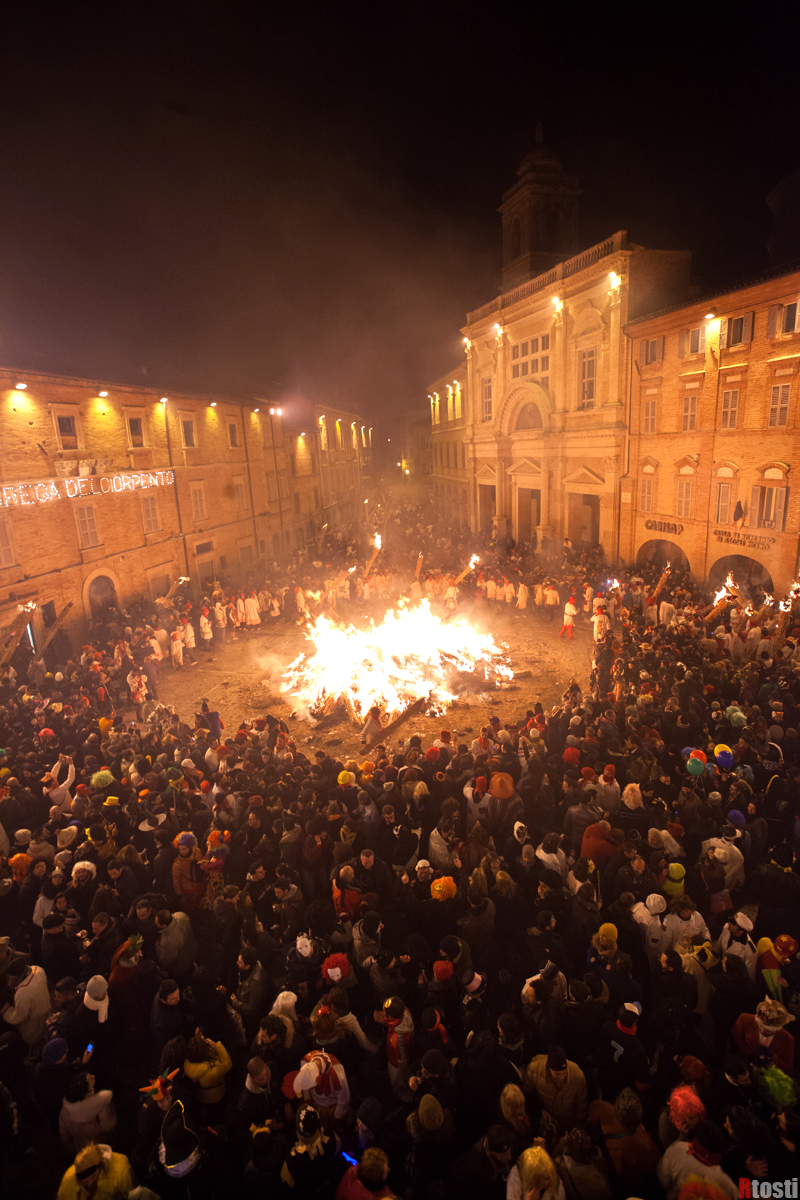
I Vlurd

Col termine vlurd si indicano dei fasci di canne imbottiti di paglia, di lunghezza variabile, che vengono accesi e portati a spalla da centinaia di uomini e donne mascherati con i guazzarò, lungo le vie del paese la sera del martedì grasso. Il crepuscolo e l'atmosfera ancora medievale del centro abitato, danno a questa processione di fasci incendiati portati da persone mascherate una suggestione particolarissima. La processione disordinata finisce nella piazza centrale dove viene appiccato un grande falò. Fino allo spegnimento dello stesso si dà inizio a balli sfrenati con i quali si determina la fine del carnevale. Vlurd ha un'etimologia comune al termine bagordo, col quale si indicava allo stesso tempo la giostra notturna (quindi legata alla festa, alla gozzoviglia, al bagordo) ed il fascio di canne che tipicamente serviva ad illuminarla.

## L'inno del carnevale offidano
| Addio Ninetta Addio (di C.A. Bosi - 1848) Addio, Ninetta, addio, che l'armata se ne va, e se non partissi anch'io sarebbe una viltà. E se non partissi anch'io sarebbe una viltà. La spada e le pistole, lo schioppo l'ho con me, ed allo spuntar del sole io partirò da te. Ed allo spuntar del sole io partirò da te. Il sacco è preparato, e sull'omero mio sta. Sono uomo e son soldato, viva la libertà! Sono uomo e son soldato, viva la libertà! Ma non ti lascio sola, ma ti lascio un figlio ancor: sarà quei che ti consola, il figlio dell'amor. Sarà quei che ti consola, il figlio dell'amor. |